# Eötvös Ilona és Rolanda
Eötvös Ilona (Budapest, 1880. június 4. – Budapest, 1945. február 15.) és Eötvös Rolanda (Budapest, 1878. január 10. – Budapest, 1953. április 13.) magyar hegymászók és alpinisták.

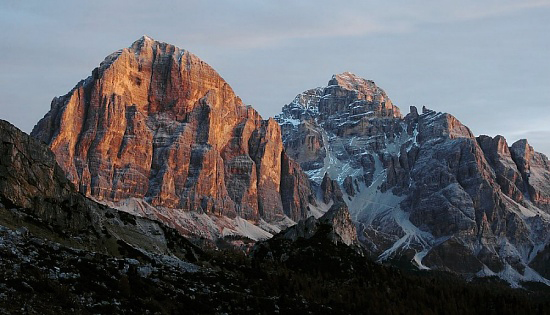
A Tofana di Rozes déli oldala

## Életük
Eötvös Loránd magyar fizikus, politikus és felesége, Horvát Gizella lányai Budapesten születtek. Fiatalon, 1896-tól kezdve, lelkes alpinista édesapjukat kísérték különféle hegyi túrákra, különösen a Dolomitokban. Vele és helyi hegyi vezetők kíséretében először mászták meg a Cima Cadin di Misurinát és a Croda Lisciát a Cadini csoportban.
A következő években alpinistaként szereztek hírnevet. Nemesi címüknek megfelelően hegymászókörökben a „két magyar bárónő”-ként váltak ismertté, és a női hegymászás úttörőiként tartják számon őket. Az akkori szokásoknak megfelelően általában jól ismert hegyi vezetőkkel, például Angelo Dibonával indultak túráikra. A férfiügyfelekkel ellentétben azonban ez akkori teljesítményük negatív értékeléséhez vezetett. Az igényes csúcsok és túrák – mint például a Guglia di Brenta – megmászása mellett mindketten több első csúcsmegmászással és első mászóútvonallal is hírnevet szereztek maguknak.
Az egyik legismertebb első mászóútvonal, amelyet Antonio Dimai hegyi vezetővel abszolváltak 1901 augusztusában, a Tofana di Rozes déli oldalának megmászása volt. Az útvonalat ma Dimai-Eötvös néven ismerik, és az UIAA skálán IV+ besorolású. A Dolomitok egyik nagy klasszikus déli fekvésű útvonalának tartják. A Cima d'Auronzo csúcsa volt a Sexten Dolomitokban és a Torre del Diavolo a Cadini csoportban. Szintén Dimaival együtt 1908-ban mászták meg először a Grohmannspitze déli oldalát, azóta ezt a nehéz utat Dimai-Eötvösnek is nevezik.
Férjhez sohase mentek, édesapjuk halála után is folytatták alpinista tevékenységüket.
A második világháborúban, Budapest ostroma (1945) alatt mindketten súlyosan megsebesültek. Ilona ennek következtében veszítette életét 64 évesen. Rolanda túlélte a kataklizmát, és 75 éves korában, szintén a fővárosban hunyt el.

## Fordítás
Ez a szócikk részben vagy egészben  az   Ilona und Rolanda von Eötvös című német Wikipédia-szócikk ezen változatának fordításán alapul.  Az eredeti cikk szerkesztőit annak laptörténete sorolja fel. Ez a jelzés csupán a megfogalmazás eredetét és a szerzői jogokat jelzi, nem szolgál a cikkben szereplő információk forrásmegjelöléseként.